# La Prof et les Farceurs de l'école mixte

La Prof et les Farceurs de l'école mixte (Classe mista) est une comédie érotique italienne réalisée par Mariano Laurenti, sortie en 1976,.

## Synopsis
Tonino est un étudiant de lycée tombé amoureux du nouveau professeur de lettres, Mme Moretti. Tonino et l'enseignante sont enlevés et enfermés dans un trullo où ils consomment leur amour. Mais Mme Moretti est mutée à Rome et remplacée par une belle enseignante.

## Fiche technique
- Titre : La Prof et les Farceurs de l'école mixte
- Titre original : Classe mista
- Réalisation : Mariano Laurenti
- Scénario : Francesco Milizia, Franco Mercuri
- Production : Paolo Innocenzi
- Décors : Elio Micheli
- Costumes : Elio Micheli
- Musique : Gianni Ferrio
- Date de sortie : 1976
- Durée : 86 minutes
- Langue : italien
- Genres : comédie, récit initiatique
- Pays de production :  Italie
- Tournage : Pouilles

## Distribution
- Femi Benussi : Zia Tecla
- Alfredo Pea  : Tonino Licata
- Dagmar Lassander : Carla Moretti
- Mario Carotenuto : Felice Licata
- Gianfranco D'Angelo : Ciccio
- Gabriele Di Giulio : Salvatore Scognamiglio
- Alvaro Vitali : Angelino Zampanò
- Patrizia Webley : prof. De Santis
- Michele Gammino : prof. Finocchiaro